# Wirasinga
Wirasinga is een bestuurslaag in het regentschap Pandeglang van de provincie Banten, Indonesië. Wirasinga telt 2776 inwoners (volkstelling 2010).